# Friedrich Wilhelm Spatz
Johann Friedrich Wilhelm Spatz (* 2. Oktober 1738 in Speyer; † 21. Februar 1803 ebenda) war ein deutscher theologischer Schriftsteller, evangelisch-lutherischer Pfarrer und einer der letzten reichsstädtischen Lehrer in Speyer.

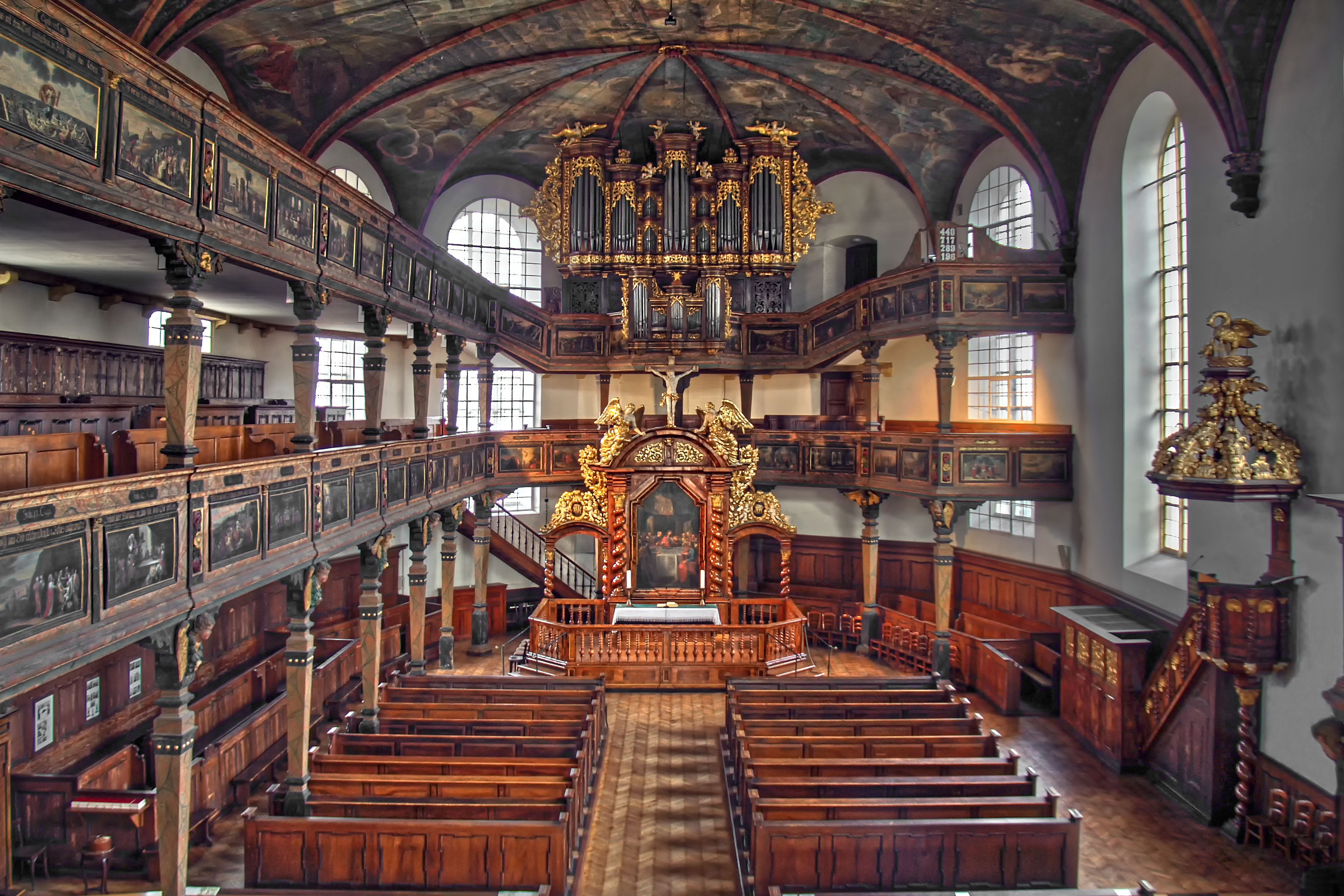
Die Dreifaltigkeitskirche in Speyer mit der Kanzel von der Spatz predigte (ganz rechts)

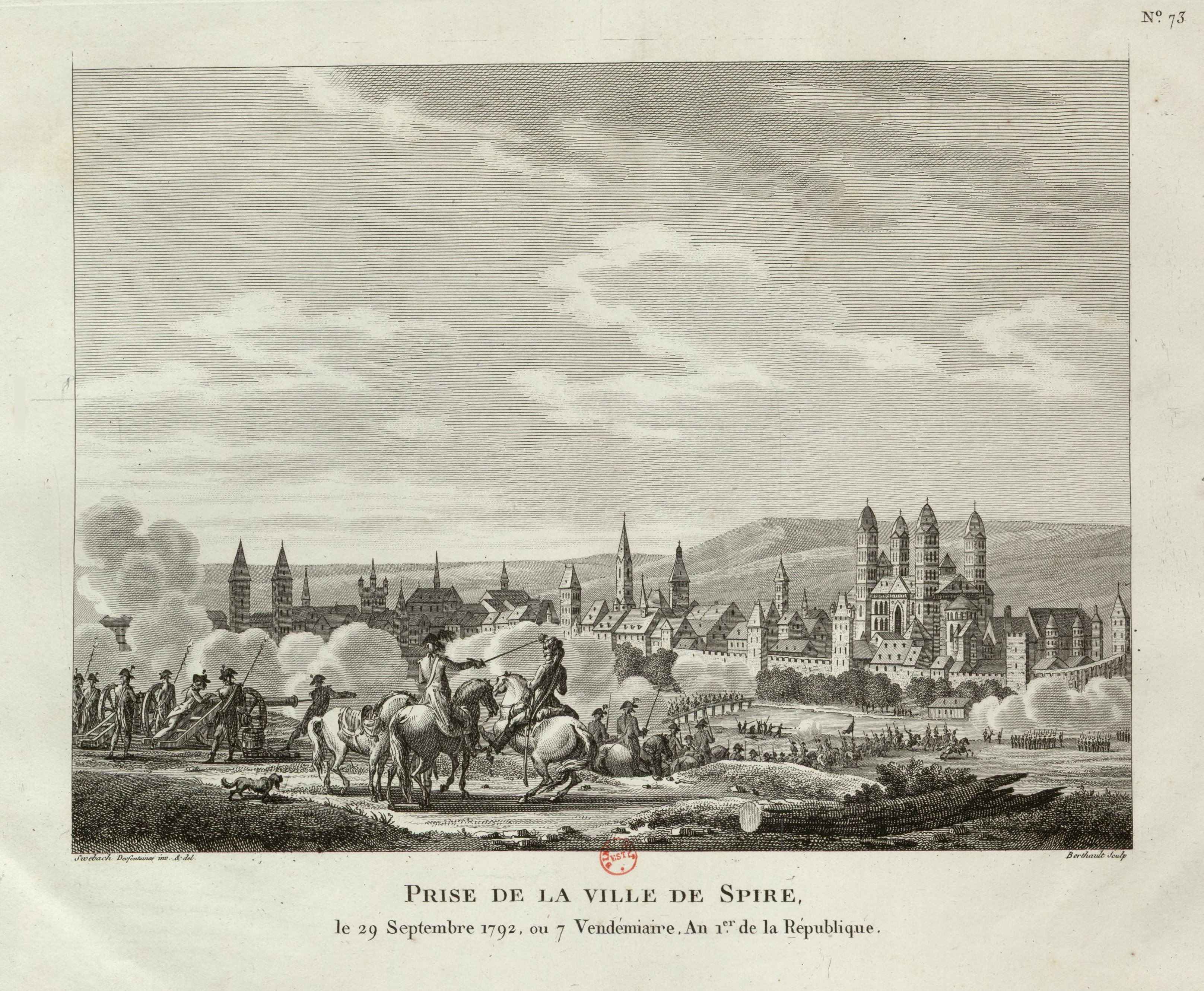
Französische Revolutionstruppen besetzen Speyer 1792 (Die Darstellung des Domes mit vier Türmen ist nicht korrekt)

## Leben
Spatz schrieb sich am 21. April 1755 an der Universität Tübingen ein. Nachdem seinen philosophischen und theologischen Studien wurde er 1760 Konrektor am reichsstädtischen Gymnasium in Speyer, anschließend 1766 Vikar und 1769 Diakon. Im Jahr 1782 wurde Spatz dritter und 20 Jahre später zweiter Pfarrer an der Dreifaltigkeitskirche in Speyer. Die erste Pfarrstelle blieb seit 1689 unbesetzt.
Neben Aufsätzen und Beyträgen zu ökonomischen und historischen periodischen Schriften seit 1766 hatte Spatz Antheil am Journal für Prediger.
Spatz hatte die Zeitschrift Pomona für Teutschlands Töchter (1783–1784) abonniert und gehörte zum „Kontaktfeld“ der Sophie von La Roche.
Im September 1792 wurde Speyer erstmals durch französische Revolutionstruppen besetzt. Im Jahr 1794 wurde die umfangreiche Bibliothek des Pfarrers von der französischen Ausleerungs-Commission beschlagnahmt. Vom 31. Oktober 1796 bis zum Neujahrstag 1814 kam Speyer dauernd unter französische Herrschaft. Nachdem am 1. Januar 1798 die letzten Reste der reichsstädtischen Verfassung beseitigt waren, folgte am 23. Januar die Einführung der Municipalität im Kanton Speyer. In dieser Zeit kam das Gymnasium in Bedrängnis. Rektor Heynemann starb 1796, zwei weitere Lehrer wechselten die Stelle und der Konrektor war in das unbesetzte Württemberg zurückgegangen. Durch uneigennützige Thätigkeit und treuen Eifer konnten Pfarrer Spatz, sein Sohn und Adam Mayer den Unterricht ununterbrochen fortsetzen.
Johann Friedrich Wilhelm Spatz starb am 21. Februar 1803 in seiner Heimatstadt. Sein Sohn setzte den Unterricht bis zum Spätjahr 1804 fort, obwohl 1803 zum Pfarrer gewählt worden war. Im Herbst 1804 wurde das reichsstädtische evangelisch-lutherische Gymnasium in eine école secondaire umgewandelt.
Spatz wurde an der Nordwestecke des alten Friedhofs an der Gottesackerkirche beigesetzt. Der Grabstein wurde zwischen 1967 und 1992 bei der Umgestaltung zum Adenauerpark abgeräumt. Auf ihm war zu lesen:
Denkmal der ehlichen und kindlichen Liebe
Hier ruhen zwei treue Lehrer der hiesigen evangel. luth Gemeinde
Joh. Georg Schultz
geb. den 31. Okt. 1734; gest. den 25. Okt. 1802.
Joh. Fried. Wilhelm Spatz
geb. den 2. Okt. 1738; gest. den 21. Feb. 1803.
Vierzig Jahre standen sie beisammen als Lehrer
an der Gemeinde Speyers, ihrer gemeinschaftlichen
Vaterstadt. Ewig genießen sie nun miteinander in einer
bessern Welt den Lohn ihrer Treue – als Religions-
lehrer, Gatten, Väter und Freunde. – Ihre Asche
ruhe im Frieden; ihr Andenken bleibe im Segen.
Leichentexte: Danielis XII V. 3. – Timoth. IV Vers 7–8
Wir werden uns wiedersehen.
Auch Schultz hat einen bekannten Sohn Georg Friedrich Wilhelm Schultz (1774–1842) war einer der „Väter“ der pfälzischen Kirchenunion von 1818. Sein Grab ist wie die Gräber der Söhne von Spatz noch auf dem Friedhof erhalten.

## Familie
Spatz war Sohn des Ratsherren Johann Wilhelm Spatz und der Eva Kümmich. Am 7. Mai 1771 heiratete er Maria Margarete Salome von Stökken (1751–1799). Sie war eine Tochter des Ratskonsulenten und Stadtsyndicus Johann Gerhard von Stökken und dessen Ehefrau Margaretha Catharina Fein aus Durlach. Der Syndikus war ein Enkel des J.U.D. und dänischen Kronrats Gerhard von Stökken (1629–1681) und Großneffe des Gesangbuchdichters Christian von Stökken (1633–1684).
Das Ehepaar hatte mindestens drei Kinder: Georg Gerhard Friedrich Wilhelm Spatz (* 1776) wurde Pfarrer und Dekan, nach der Lokalunion von 1817 hatte er Anteil an der pfälzischen Kirchenunion; Johann Bernhard Spatz (1782–1840) leitete als Kreisbaurat das Bauwesen der bayerischen Pfalz; eine unverheiratete Tochter gründete ein Institut für höhere Töchter.

## Werke (Auswahl)
- Das Evangelische Speyer. Kurzgefaßte Nachricht von der Reformation, allen Evangelisch-Lutherischen Kirchen und Predigern in der des Heil. Röm. Reichs freyen Stadt Speyer. Bernhard Friedrich Gegel, Frankenthal 1778.
- Verbesserungen eines Speyerschen Gelehrten zu der Nachricht von den evangelischen Kirchen und Lehrern zu Speyer. In: Act. historico – ecclesiast. nostr. temp. Band 2, Th. 14. S. 837ff.
- Gebet und Vorbereitungsrede über Jes. 12 auf dem Altar der evangelisch-lutherischen Kirche in Speyer bey Gelegenheit des hochobrigkeitlich verordneten auf den Pfingstmontag des 1789sten Jahres begangenen Lob- und Dankfestes. Speyer 1789.